# Dzhamaldin Khodzhanijazov
Dzhamaldin Abdukhalitovich Khodzhanijazov (russisk: Джамалдин Абдухалитович Ходжаниязов tr. Dsjamaldin Abdukhalitovitj Khodsjanijasov ; turkmensk: Jamaldin Abduhalitowiç Hojanyýazow ; født 18. juli 1996) er en turkmensk-født russisk fodboldspiller, der spiller for aserbajdsjanske Sumgajit FK. Han spillede tidligere blandt andet for AGF i den danske Superliga 2015-17. Han er forsvarsspiller.

## Karriere

### Klub
Han skiftede i vinteren 2012 til Zenit Skt. Petersborg, hvor han skrev under på en treårig aftale. Han fik sin førsteholdsdebut i en ligakamp mod Kuban Krasnodar den 29. juli 2013.
Khodzhaijazov kom til AGF på sidste transferdag i sommeren 2015 fra Zenit Skt. Petersborg, hvor han havde spillet enkelte førsteholdskampe; han havde fået debut i en Champions League-kamp mod FC Nordsjælland som blot 17-årig.
I forbindelse med sin tiltræden i AGF opstod der nogen forvirring om udtalen af hans navn. Af mange fans og store dele af pressen blev han omtalt som "den nye Russer". For at råde bod på dette fik en AGF-fanside på Facebook produceret en video med den korrekte udtale.
Skønt han fik 41 kampe for AGF, fik Khodzanijazov aldrig for alvor etableret sig på førsteholdet, og i slutningen af juli 2017 enedes han med klubben om at få ophævet kontrakten et år før dens udløb.
Efter opholdet i Danmark har Khodzhanijazov spillet for en række klubber, heriblandt FK Ural og BATE Borisov, inden han kom til sin nuværende klub, Sumgajit FK, i sommeren 2019.

### Landshold
Khodzhanijazov har spillet flere ungdomslandskampe for Rusland og scoret to mål.